# Tiredigan

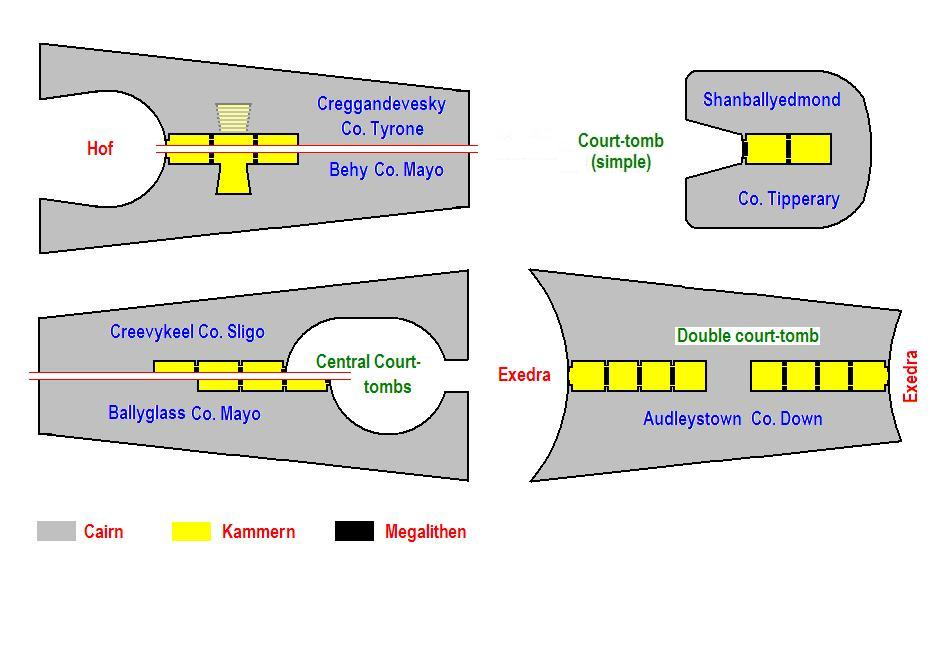
Formen von Court Tombs – Tiredigan wie rechts unten

Das Court Tomb von Tiredigan (irisch Tír Roideagáin) im gleichnamigen Townland südwestlich von Three Mile House (oder Threemilehouse, irisch Teach na dTrí Mhíle), westlich der R189 (Straße) im County Monaghan in Irland, ist möglicherweise ein „Double Court Tomb“. Court Tombs gehören zu den megalithischen Kammergräbern (englisch chambered tombs) der Britischen Inseln. Sie werden mit etwa 400 Exemplaren nahezu ausschließlich in Ulster im Norden von Irland beziehungsweise in Nordirland gefunden. Der Begriff Court Tomb wurde 1960 von dem irischen Archäologen Ruaidhrí de Valera eingeführt. 

## Beschreibung
Die auf der historischen Karte als „Cairnbaine Giants Grave“ bezeichnete Megalithanlage liegt in einem trapezförmigen Nordost-Südwest orientierten Steinhügel von etwa 36,0 m Länge und 19,0 m Breite, hauptsächlich am breiteren nordöstlichen Ende. Vor der zugehörigen Galerie liegen Reste eines Hofes (court) von 6,5 × 5,5 m mit zwei erhaltenen Steinen der Exedra. Zwei Seitenpfosten und ein Sturz bilden den Zugang zur 4,0 m langen und 1,7 m breiten Galerie, deren verschüttetes Ende durch zwei seitliche Pfosten gebildet wird, die eine Fortsetzung der Galerie anzeigen. Am entgegengesetzten Ende des Cairns liegt eine 2,3 × 1,2 m messende offene Kammer mit Doppelpfosten im Westen. Reste eines zweiten Hofes sind dagegen nicht erhalten.